# Coșmar

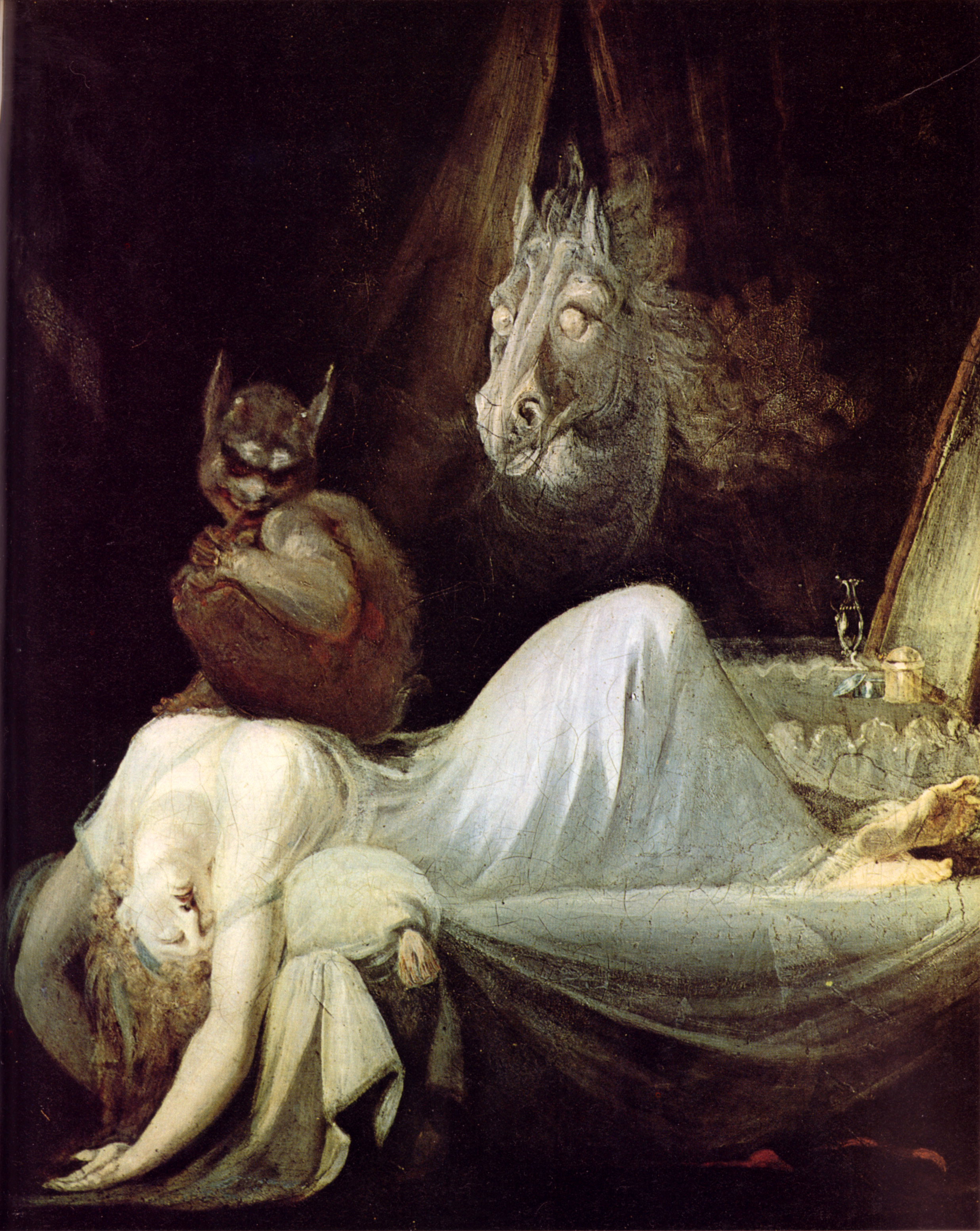
Coșmar

Coșmarul (franceză cauchemar) este un vis urât, cu senzații de apăsare și de înăbușire, o stare de grijă apăsătoare, obsedantă. Cauza viselor urâte este cauzată frecvent de emoțiile de frică, panică provocate de traumele psihice, stresul din timpul zilei. În coșmar se pot retrăi clipe de groază provocate uneori de lucruri, care apar banale în starea de veghe. Coșmarurile repetate pot provoca îmbolnăviri prin epuizare psihică, cauzate de insomnie. O metodă de tratament este căutarea unei dirijări conștiente a visului.